# Municipio de Washington (condado de Van Buren, Iowa)
El municipio de Washington (en inglés: Washington Township) es un municipio ubicado en el condado de Van Buren en el estado estadounidense de Iowa. En el año 2010 tenía una población de 160 habitantes y una densidad poblacional de 2,78 personas por km².

## Geografía
El municipio de Washington se encuentra ubicado en las coordenadas 40°46′36″N 91°50′55″O / 40.77667, -91.84861. Según la Oficina del Censo de los Estados Unidos, el municipio tiene una superficie total de 57.61 km², de la cual 56,42 km² corresponden a tierra firme y (2,07 %) 1,19 km² es agua.

## Demografía
Según el censo de 2010, había 160 personas residiendo en el municipio de Washington. La densidad de población era de 2,78 hab./km². De los 160 habitantes, el municipio de Washington estaba compuesto por el 99,38 % blancos, el 0,63 % eran de otras razas. Del total de la población el 0 % eran hispanos o latinos de cualquier raza.